# 篠山紀信
篠山 紀信（しのやま きしん、1940年〈昭和15年〉12月3日 - 2024年〈令和6年〉1月4日）は、日本の写真家。東京市淀橋区柏木（現：東京都新宿区北新宿）出身。本名は紀信（みちのぶ）。

## 来歴

### 生い立ち
東京都新宿区にある真言宗豊山派円照寺の住職・篠山明信の次男。1944年、篠山が4歳の時のときに、父が戦死している。
新宿区立淀橋第四小学校を経て、私立芝中学校・高等学校に入学。高校時代まで生家の円照寺で過ごす。

### 大学時代
特に写真が好きではなかったが、一般大学の受験に失敗したため、衝動的に日本大学芸術学部写真学科に出願し入学。日本大学芸術学部写真学科の同期である写真家沢渡朔からはおシノと呼ばれていた。
写真学科に入った以上は写真家になろうと決心し、日大と併行して東京綜合写真専門学校にも通学。在学中より新進写真家として頭角を現す。東京綜合写真専門学校を2年で卒業した後、日大在学中の1961年に広告写真家協会展APA賞を受賞した。
同年、広告制作会社ライトパブリシティに就職した。この面接にあたりハッタリをかますため、当時非常に高価だったハッセルブラッド500Cとリンホフを両肩に提げて持参した……という逸話がある。

### 写真家として
1966年に東京国立近代美術館の「現代写真の10人」展に最年少で参加。1976年にはヴェネチア・ビエンナーレ国際美術展の日本館に代表作家として選ばれる。初期の作品には『Death Valley』『Twins』『Nude』など傑作が多い。ジョン・レノンの生前のラストアルバム『ダブル・ファンタジー』のジャケット撮影は篠山の作品である。
その作品数の多さ、ジャンルの多様さはヌードから歌舞伎まで他の写真家を遥かに凌ぐ。1973年、デビューからのキャロルを激写し、キャロル売り出しに貢献。同年『女形・玉三郎展』で芸術選奨新人賞受賞。1975年に雑誌『GORO』で歌手の山口百恵特集で使い始めた「激写」は流行語になり、その後の中森明菜ら芸能人や素人をモデルにした一連の激写シリーズで知られるようになる。
1975年に発売された大判写真集『家』と『晴れた日』は、初期の代表作である。『家』では、北海道から沖縄まで、日本列島約80カ所にのぼる「日本の家」の様々な様相が記録され、北海道、岩手県遠野市の古民家をはじめとし、赤坂の迎賓館、台東区上野の古銭湯、横尾忠則がかつて住んでいた家、高輪の郷ひろみ邸、新宿のアパート、北九州の筑豊炭鉱、 沖縄県竹富島、長崎県軍艦島の廃墟や、廃墟となった家などが収められた。
また、生家や4歳の時に1年弱疎開した埼玉の秩父にも30年余ぶりに母と連れ立って出掛け、幼少期の記憶の撮影が行われた。これは、篠山にとって「写真」というメディアを再確認する行為であったようで、「懐かしさや個人的思い入れはあったとしても、それらは「写真」にあらわされるものではないし、その思いも見る者に伝わることはない。「私的」なことを表現したければ、「文学」でやればいいのだ」と篠山は語っている。翌1976年には、評論家多木浩二によって著されたテキスト『生きられた家』が単行本として刊行された。
1978年に写真集『大激写 135人の女ともだち』がベストセラーになったのが端緒で、1980年には篠山をメインにした写真雑誌『写楽』が創刊された。
1978年から1997年にかけては『週刊朝日』の表紙写真を撮影。1980年に始まった『週刊朝日』表紙の女子大生シリーズからは、何人もの女優や女子アナウンサーを輩出している。その他にも『週刊現代』の表紙写真や、月刊テレビ情報誌『B.L.T.』の表紙、及び巻頭グラビアを毎号担当。『B.L.T.』では被写体のヌードはないが、寝そべって、胸の谷間を見せるポーズなど他の雑誌よりは露出度が高いグラビアを撮影している。

### ヌード写真でブームに
女性を被写体とした多数のヌード写真を撮影している。1969年にカメラマンの沢渡朔、林宏樹らと全日本恥毛露出連盟ことゼンチロレンを結成して会長に就任。
1991年には女優の樋口可南子をモデルにした写真集『Water Fruit 不測の事態』で事実上、陰毛を解禁させ、続けて同年に出版した当時トップアイドルだった宮沢りえのヌード写真集『Santa Fe』は新聞に出した全面広告が評判を呼び、ヘアヌードブームを巻き起こした。『Santa Fe』はその年のベストセラー7位、『Water Fruit 不測の事態』は10位の記録を残している。また『Santa Fe』は写真集の発行部数で世界記録も樹立している。

### 晩年〜死去
2020年10月13日、第68回菊池寛賞を受賞。
2024年1月4日、東京都内の病院で老衰のため死去。

## 人物
- 私生活では、モデルと離婚後、アイドル歌手の南沙織と再婚。俳優の篠山輝信は次男。
- デジタルカメラを用いて撮影した場合は、「シノヤマキシン」（2000年頃）「しのやまきしん」「digi_KISHIN」（2003年頃）と言う別名義を使用する時もある。
- 撮影したヌード写真については、女性の事務所サイドから写真の使用を止められた場合ネガを持ち帰り、自宅で保管する。後にその女性が、芸能界でいわゆる、「落ち目」になったときに、秘蔵ヌードが見つかったことにして『今のヌード』と『昔のネガ』を持ち出し、その二つを一冊の写真集にして発売することがある（例：水沢アキ、杉田かおる）。
- ヘアヌードのブームを巻き起こした篠山自身は、この単語を「大嫌いだ」と公言している[17]。
- 篠山の写真のテーマや表現手法は多岐にわたっており、篠山自身「僕は60年ずっと、休みなく写真を撮り続けているし、写真のタイプも表現方法もテクニックも、テーマごとで全部違う」と述べている[5]。
- 赤塚不二夫の『天才バカボン』では篠山をモデルにした（とはいってもそう名乗ることとカメラを持っていること以外に外見はこれっぽっちも似ていない。見た目は完全に小学生である）カメラ小僧「篠山紀信君」として登場し、つむじ風を巻き起こしながらどこにでも現れて、決定的瞬間を撮る人物とされている。『魔法の妖精ペルシャ』では篠川紀信という常にカメラを持ち歩くキャラクターがいる。

## 事件
- 2006年4月25日 - 事務所に空き巣が入り現金盗難の被害にあった。
- 2009年11月10日 - 1月31日に発売された写真集『20XX TOKYO』での、東京都内の屋外で誰でも見ることができる状態でモデル女優の裸を撮影したなどとして公然わいせつ罪の疑いで事務所の家宅捜索を受けている。写真集自体のわいせつ性ではなく、東京都立青山霊園ほか公衆の目に触れる場所12カ所にて撮影した行為が問題となっていた[18][19]。
篠山本人は「水着で撮影していた」といった嘘の内容の始末書を警視庁に提出していたが[18]、2010年1月25日には違法性の認識を認めモデル2人と共に警視庁生活安全部保安課に書類送検されている[20]。篠山は「申し訳ない。周囲に配慮したつもりだったが、足りなかった」と容疑を全面的に認めている[18]。検察は篠山が嘘の内容の始末書を出したことで悪質性が高いとして墓所に絞って立件した。2010年5月26日、公然わいせつ罪と礼拝所不敬罪で東京簡易裁判所から罰金30万円の略式命令がくだった[21][注釈 2]。

## 主な作品
- 篠山紀信と28人のおんなたち (1968) 跋：三島由紀夫
- 篠山紀信集・NUDE (1970) - 「死の谷」「TWINS」
- オレレ・オララ (1971) - 大林宣彦が「オレレ・オララ」制作時に撮影されたリオのカーニバルの写真を16ミリムービーカメラで再撮して映画化している
- 女形・玉三郎 (1972)
- スター106人 (1973)
- 晴れた日 (1975)
- 家 (1975)
- 『Dancer : アキコ・カンダの世界』世界文化社、1976年8月10日。
- 決闘写真論（共著中平卓馬）(1977)
- 『カメラ小僧の世界旅行』晶文社、1977年12月15日。
- 坂東玉三郎 (1978)
- 激写・135人の女ともだち (1979)
- 建築行脚（共著磯崎新）(全12冊、1980-1992)
- ヴェニス、光と影 (共著吉行淳之介 1980)
- 百恵（山口百恵） (1980)
- 『坂東玉三郎-冬の旅 : ヨーロッパの古都を歩いて』講談社、1981年2月12日。
- 『海へ私へ : 森下愛子写真集』〈写楽館シリーズ ; 2〉、小学館、1981年6月1日。
- シルクロード (1981-1982)
- 『四色の花火 : 手塚理美写真集』小学館、1982年11月10日。
- シノラマ・ニューヨーク (1983)
- 暑い国 夢の国 生まれた国（川上麻衣子）(1983)
- 『作家の仕事場』新潮社、1986年3月25日。
- 1988 Tokyo (1987)
- 『坂東玉三郎の世界』朝日新聞社、1988年9月3日。
- TOKYO NUDE (1990)
- Water Fruit（樋口可南子）(1991)
- white room（本木雅弘）(1991)
- Santa Fe（宮沢りえ）(1991)
- 食 (1992)
- TOKYO未来世紀 (1992)
- 少女革命（神田うの、黒谷友香、小嶺麗奈など）(1993)
- hair (1994)
- 高岡早紀 写真集 one,two,three (1995)
- 三島由紀夫の家 (1995、新版2000)
- Namaiki (1996)
- ひなのがぴょんぴょん (1996)
- 少女館 (1997)
- 神話少女（栗山千明）(1997)
- 少女たちのオキナワ (1997)
- 人間関係 (1997)
- Hikaru（田中光）(1997)
- MAXIMUM（ピア・ゲネット）(1997)
- RIONA（葉月里緒菜）(1998)
- Vladimir Malakhov（ヴラジーミル・マラーホフ）(1998)
- ルグリ・イン・オペラ（マニュエル・ルグリ）(2000)
- アカルイハダカ (2004)
- 赤いスイートピー（松田聖子）(2005)
- 五代目 坂東玉三郎(2007)
- JUMP & CRY(AKB48)(2007)
- RINKO(菊地凛子)(2007)
- 完全保存版 ザ歌舞伎座 (2009)
- 篠山紀信 at 東京ディズニーリゾート New MAGIC (2009)
- NO NUDE by KISHIN 1 20XX TOKYO (2009)
- NO NUDE by KISHIN 2 AKARUI KIRARA (2009)
- THE LAST SHOW 坂東玉三郎「ありがとう歌舞伎座」(2010)
- ATOKATA (2011)
- 清純な大人 白石麻衣（2014）

## レコードジャケット
- 石原詢子
  - 北しぐれ
- 岩崎宏美
  - 霧のめぐり逢い
- 岩崎良美
  - I THINK SO
  - SAISONS
  - 四季
  - ごめんねDarling
- 柏原芳恵
  - No.1
  - し・の・び・愛（シングル）
  - し・の・び・愛（アルバム）
  - 春ごころ
- 坂上香織
  - 季節のプロローグ
- 中森明菜
  - ミ・アモーレ〔Meu amor é･･･〕
  - BITTER AND SWEET
- ジョン・レノン
  - ダブル・ファンタジー
  - ミルク・アンド・ハニー
- DREAMS COME TRUE
  - LOVE LOVE LOVE
- 藤圭子
  - 明日から私は
- 松田聖子
  - 青い珊瑚礁
  - チェリーブラッサム
  - 夏の扉
  - 白いパラソル
  - 赤いスイートピー
  - 渚のバルコニー
  - 天国のキッス
  - ガラスの林檎／SWEET MEMORIES
  - 瞳はダイアモンド
  - ハートのイアリング
  - 天使のウィンク
  - Strawberry Time
  - Pearl-White Eve
  - Marrakech
- 美空ひばり
  - みだれ髪
  - 塩屋岬
- 南沙織
  - 純潔
  - 哀愁のページ
  - 早春の港
  - ひとかけらの純情
  - 哀しい妖精
  - 街角のラブソング
- 山口百恵
  - ひと夏の経験
  - ちっぽけな感傷
  - 冬の色
  - 湖の決心
  - 白い約束/山鳩
  - 愛に走って/赤い運命
  - 横須賀ストーリー
  - パールカラーにゆれて
  - 夢先案内人
  - イミテイション・ゴールド
  - 愛の嵐
  - しなやかに歌って
  - 愛染橋
  - 一恵
- 6代目三遊亭圓生
  - 圓生百席

## ヌードモデル
- あ
  - 相原勇（小原靖子名義）
  - 蒼井そら
  - 青山知可子
  - 青山梨子
  - 阿木燿子
  - 明日花キララ
  - 雨宮かおる
  - 綾瀬あずみ
  - 飯沢もも
  - 池内博之
  - 石井めぐみ
  - 石田えり
  - 石田夏子
  - 市井静香
  - 井上晴美
  - 今野由愛
  - 梅宮アンナ
  - 大沢たかお
  - 大竹しのぶ
  - オカダ・カズチカ
  - 荻野目慶子
  - 小倉ありす
- か
  - 風野舞子
  - 片岡礼子
  - かでなれおん
  - 神谷沙織
  - 香山聖
  - 川上麻衣子
  - 河北彩花
  - 川村敦美
  - 菊地凛子
  - 岸本加世子
  - 喜多嶋舞
  - 北島優
  - 北村一輝
  - 木村理恵
  - 栗田ひろみ
  - 栗山千明
  - 黒澤愛
  - 黒柳徹子
  - ピア・ゲネット
  - イザベル・ゲラン
  - 小島聖
  - 小島可奈子
  - 古都ひかる
- さ
  - 坂上味和
  - 桜朱音
  - 里美ひな
  - さとう珠緒 当時の芸名は「珠緒」。
  - 沢田和美
  - シェリー（シェリー麗名義）
  - 白鳥智恵子
  - 杉田かおる
- た
  - 大輝ゆう
  - 高岡早紀
  - 高尾美有
  - 高倉美貴（越沢美紀名義）
  - 田中こずえ
  - 田中光
  - 田村亮
  - 手塚理美
  - 月船さらら
  - オーレリー・デュポン
- な
  - 中野裕太
  - 中村アン
  - 中谷カイト
  - 中村久美
  - 夏目ナナ
  - 名取裕子
  - 南波杏
- は
  - 羽賀研二
  - 長谷川いずみ
  - 葉月里緒菜
  - 原紗央莉
  - 原千晶
  - 春菜まい
  - 樋口可南子
  - 平塚千瑛
  - バンジャマン・ペッシュ
  - ロベルト・ボッレ
- ま
  - ヴラジーミル・マラーホフ
  - 水沢アキ
  - 水元ゆうな
  - 美保唯
  - 宮沢りえ
  - 本木雅弘
  - 森下愛子
- や
  - 山口百恵
  - 山本奈津子
- ら
  - マニュエル・ルグリ

## 写真展
- 「TIME DIFFERENCE」 x Saki Takaoka   in T&G ARTS（六本木）
- 「akarui & kurai hadaka」　in T&G ARTS（六本木）
- 「JUMP & CRY」x AKB48 in T&G ARTS（六本木）
- 「陰花な被写体」x Kanako Kojima  in T&G ARTS（六本木）
- 「FREE」x Sarara Tukifune  in T&G ARTS（六本木）

## アサヒカメラ１月号
篠山紀信は1995年からその年のアサヒカメラ１月号の表紙、及び、巻頭グラビアの撮影を担当している。
| 年   | 巻頭グラビアタイトル           | 巻頭グラビアモデル | 表紙モデル                             | 頁数 |
| ---- | ------------------------------ | --- | -------------------------------------- | ---- |
| 2019 | ラ・リューシュの館             | 結城モエ、松井りな、高尾美有 | 松井りな、高尾美有                     | 32   |
| 2018 | 処女（イノセンス）の館         | 玉城ティナ、今野杏南、北条麻紀、平塚千瑛、水野沙羽、明里つむぎ、東凜、橋本ありな ＜人形協力＞4woods、早乙女トトロ、七彩 | 玉城ティナ                             | 32   |
| 2017 | 快楽の館２                     | 壇蜜、和泉里沙、KIKI、麻乃ゆりあ、境橋りお、松田リヤ、佐々木心音、三上悠亜、紗倉まな、葵、星空もあ、桃瀬ゆり、成田エリ、染谷有香、葉加瀬マイ、堀江愛美、マックフォーデン裕美、三上のどか、遥エリ、矢吹春奈                   | 壇蜜                                   | 32   |
| 2016 | 館にてⅡ                        | 記載なし | 記載なし                               | 32   |
| 2015 | 官能とデガダンの館にでの出来事 | 記載なし | 記載なし                               | 32   |
| 2014 | Deauville Nuville              | 記載なし | 記載なし                               | 24   |
| 2013 | Before/After                   | YURIYA KIRITANI、AYAKA TOMODA、YUKIKO SUOU、HITOMI NAKAMURA、MEISA CHIBANA、YUI FUJISHIMA、MAKO ODA、MIKU OHASHI、SAKI NINOMIYA、RISA TSUKINO、TSUBASA AMAMI、MAKOTO YUUKI、NANAMI KAWAKAMI、MIDORI HAYAKAWA、ASUKA KUROSAWA | 桐谷ユリア                             | 32   |
| 2012 | Before/After                   | 記載なし | 記載なし                               | 16   |
| 2011 | AKB48劇場                      | 高橋みなみ、チームA、チームB、チーム研究生(AKB48) | 大島優子                               | 16   |
| 2010 | 仁左衛門の性根                 | 片岡仁左衛門、坂東玉三郎 | 片岡仁左衛門、坂東玉三郎               | 16   |
| 2009 | 20XX                           | 原沙央莉 | 原沙央莉                               | 16   |
| 2008 | 海老蔵ラビアンス               | 市川海老蔵 | 市川海老蔵                             | 16   |
| 2007 | 芝居小屋の勘三郎               | 中村勘三郎、中村扇雀、片岡亀蔵、片岡市蔵、中村七之助、坂東弥十郎、ボランティアの女子高生(同朋高校) | 中村勘三郎                             | 16   |
| 2006 | カブキはカゲキ                 | 坂東玉三郎、中村勘三郎、尾上菊之助 | 坂東玉三郎                             | 16   |
| 2005 | 夜へ EIKO KOIKE                | EIKO KOIKE | 小池栄子                               | 16   |
| 2004 | Tokyo Digital Night            | 米倉涼子、小倉ありす、薫桜子、香山聖、瀬戸朝香 | 南波杏                                 | 16   |
| 2003 | かくも甘きデジタルの官能       | 安達祐実、小倉聖、清水あき、仲間由紀恵、酒井はな | 安達祐実                               | 16   |
| 2002 | ザ・デジタル                   | 天及りん、苺みるく、深芳野、青木理央 | 苺みるく                               | 16   |
| 2001 | 初春八掛拾大歌舞伎             | 坂東玉三郎、中村福助、市川右近、市川猿之助 | 坂東玉三郎                             | 16   |
| 2000 | 肉体の愉悦                     | マニュエル・ルグリ、オレリー・デュポン、バンジャマン・ペッシュ、イザベル・ゲラン、モニク・ルディエール、エリザベット・モーラン                                                                                               | マニュエル・ルグリ、オレリー・デュポン | 16   |
| 1999 | 愛と肉体                       | マニュエル・ルグリ、バンジャマン・ペッシュ、オレリー・デュポン、ステファーヌ・ブーリ、木村規予香、ローラン・フォーゲル | オレリー・デュポン                     | 16   |
| 1998 | 鍛錬と肉体                     | ピア・ゲネット、アンナ・ポリカルバヴァ、アン、ロベルト・ボッレ、ウラジミール・マラーホフ | アンナ・ポリカルバヴァ                 | 16   |
| 1997 | 美しい肉体                     | (アトランタ五輪・TOTO国際スーパー陸上で撮影) | 記載なし                               | 15   |
| 1996 | 乙女の祈り                     | 吉野紗香、水谷妃里、宝生舞、俗木奈江、山崎俗里、真田麻垂美、栗山千秋、豊宮三馨、五十嵐淳子、アンジェラ、小針知子、吉川ひなの、浜丘麻矢                                                                                       | 吉野紗香                               | 15   |
| 1995 | 芸術写真                       | ロビン、ポケない座の皆さん、コーリー、デビー、制服向上委員会、ジミー、吉野紗香、梅宮アンナ、宮沢りえ | 宮沢りえ『白い花』                     | 15   |

モデル名については該当雑誌内に表記が通り記述。巻頭グラビア・目次・撮影ノートにもモデル名の掲載が無き場合、“記載なし”とした。
但し例外的ではあるが1997年はモデル名の記載がなかったが、本文に“アトランタ五輪・TOTO国際スーパー陸上”とあり、モデルを特定する重要な情報としてこれを記載した。
又、2018年は“＜人形協力＞4woods、早乙女トトロ、七彩”とあり、人間モデルではないが人形を特定する重要な情報としてこれを記載した。4woodsはラブドール製造メーカー、早乙女トトロはラブドールレンタル店エロエロ天使店主、七彩はマネキン人形製造メーカーである。

## 主なテレビ出演
- 2006年5月3日「とくダネ!」（フジテレビ系）：生出演（写真集「六本木ヒルズ×篠山紀信」刊行（4月25日）およびこれにちなんだ六本木ヒルズでの写真展〈4月25日-5月14日〉の紹介）

## 主な雑誌記事・インタビュー
- インタビュー「いまあえてNUDE宣言」（アサヒカメラ2009年1月号258ページから259ページ）
- 特集「篠山紀信NUDE」（美術手帖2009年4月号表紙および9ページから97ページ）
- 特集　NUDE by KISHIN -篠山紀信と時代とハダカの女たち-（広告批評2009年3月号表紙および17ページから68ページ）
- 大特集　篠山紀信　「写真力」って、なんだ!?（芸術新潮2012年10月号）